# Regio corpo truppe coloniali della Cirenaica
Il Regio Corpo Truppe Coloniali della Cirenaica è stato un corpo coloniale del Regio Esercito italiano, dipendente dal Governatore della Cirenaica italiana dal 1914 fino a quando, nel 1935, confluì nel Regio corpo truppe coloniali della Libia.

## Storia
La storia militare della colonia iniziò nel 1914, tre anni dopo la guerra italo-turca. I territori conquistati nell'Africa settentrionale italiana erano divisi in due colonie, la Tripolitania italiana e la Cirenaica italiana, rette da due governi separati e dipendenti dal Ministero delle colonie. Furono quindi costituiti due RCTC distinti, con un proprio comandante dipendente dal rispettivo governatore.
I reparti erano costituiti in maggioranza da àscari indigeni, inquadrati da ufficiali e sottufficiali italiani; nell'aprile 1915 venne autorizzato l'arruolamento delle prime bande irregolari. L'arruolamento dei libici era su base volontaria; infatti, anche se dal 1919 lo statuto per la Tripolitania aveva sancito la parità di diritti e doveri tra cittadini italiani e libici, per i libici non vigeva il servizio di leva obbligatorio. In caso di mobilitazione venivano richiamati in servizio ufficiali, sottufficiali e militari di truppa nazionali in congedo residenti in colonia ed i cittadini libici che avevano prestato servizio volontario ed erano quindi iscritti ai ruoli di forza in congedo; solo in questo caso i libici obbligati a prestare servizio, come truppe regolari o come irregolari.
Dal 1922 il RCTC cirenaico, come quello della Tripolitania, fu massicciamente impiegato con reparti nazionali e soprattutto indigeni nelle operazioni di riconquista della Libia, che terminarono solo nel 1932.
Nel gennaio 1923, quando ai due RCTC venne concessa la bandiera di guerra tricolore, l'organico del RCTC della Cirenaica era fissato a 11.000 effettivi, tremila in meno rispetto al tripolitano. Dal Comando del RCTC dipendevano tre comandi di specialità (arma di cavalleria, arma di artiglieria e arma del genio) e le direzioni dei diversi servizi. I reparti operativi erano composti da tre battaglioni di cacciatori d'Africa, specialità di fanteria e fanteria montata costituita da volontari nazionali; i reparti indigeni erano invece costituiti da cinque battaglioni di ascari eritrei e uno solo di àscari libici.
Dal comando dipendeva una divisione di Carabinieri Reali, con relative compagnie, tenenze e stazioni con compiti di polizia; la divisione disponeva inoltre una scuola allievi zaptié per libici ed eritrei. Oltre a questi reparti effettivi, il RCTC disponeva di una legione di milizia coloniale su due coorti di camicie nere nazionali.
La cavalleria era costituita dalle specialità indigene dei meharisti (uno squadrone) e dai savari (tre squadroni di cavalleria regolare di linea, con salmerie cammellate). A questi reparti si aggiungevano cinque bande irregolari di cavalleria, arruolate a partire dall'agosto 1914.
L'artiglieria da campagna, anch'essa servita da àscari, era costituita da due batterie di artiglieria someggiata, una libica ed una eritrea. Le tre compagnie di cannonieri erano invece formate da varie sezioni di artiglieria da posizione ed armavano i fortini. Le compagnie miste del genio militare comprendevano zappatori, minatori, telegrafisti.. I pezzi in dotazione erano i vecchi 70/15 ad affusto rigido e cannoni da montagna da 65/17.
Le caratteristiche ambientali, con ampi spazi pianeggianti desertici e lunghe distanze, favorirono l'impiego di autocarri ed autoblinde. Nel febbraio 1919 una sezione della 1ª Batteria autonoma carri d'assalto, composta da due Renault FT e un Fiat 2000, effettuò le prime operazioni reali dei carristi italiani, entrando in azione contro i ribelli, anche se con risultati modesti dato che i veicoli impiegati erano stati progettati per impieghi operativi diversi dalla guerriglia contro le unità di ribelli. La presenza delle macchine in colonia servì comunque come deterrente per affermare la superiorità delle armi italiane. Oltre ai normali autocarri, vennero impiegate versioni dei Fiat 15 e dei Ford T armate con mitragliatrici Schwarzlose di preda bellica. In particolare, nel 1926, i cacciatori d'Africa del RCTC della Cirenaica nel 1923 schieravano due squadriglie autoblindomitragliatrici, dotate in tutto di due Fiat 3000, nove autoblindo Lancia 1ZM, una modello Lanchester ed otto Fiat-Terni Tripoli, 23 autocarri armati Fiat 15ter e due autocarri armati Ford T.
Con il decreto legge n. 99 del 24 gennaio 1929 fu istituito un Governo Unico della Tripolitania e della Cirenaica. Le due colonie ed i due RCTC rimanevano entità separate, ma il Governatore Unico aveva facoltà di trasferire temporaneamente reparti da un corpo all'altro secondo le esigenze. Anche in Cirenaica, nel 1930, in vista delle operazioni per l'occupazione dell'oasi di Cufra, si volle procedere a un riordinamento approntando delle unità sahariane, ben adatte allo scopo. Furono sciolti gli squadroni meharisti che si erano intanto costituiti, e con gli elementi selezionati vennero formati 2 gruppi, cui, dopo la occupazione di Cufra, si aggiunse per breve tempo, nel 1931, un terzo gruppo. Il I e il II gruppo vennero in seguito disciolti.
Nel 1930 le truppe del RCTC subirono un riordino in vista delle operazioni per la conquista dell'oasi di Cufra, con due battaglioni libici di ascari libici e cinque di ascari eritrei, cinque squadroni di savari, due squadroni meharisti (saliti brevemente a tre nel 1931), tre squadriglie autoblindate, una compagnia confinaria autocarreggiata, tre batterie di artiglieria e quattro squadriglie di aviazione.
Il RCTC della Cirenaica venne infine riunito al RCTC della Tripolitania con il decreto n. 2016 del 12 settembre 1935 in un solo Regio corpo truppe coloniali della Libia.

## Forze
Forza del Regio Corpo Truppe Coloniali della Tripolitania al gennaio 1923:
- Comando RCTC della Tripolitania
- Comando cavalleria
- Comando artiglieria
- Comando genio
- Divisione CC.RR.
  - Scuola zaptié
- tre battaglioni cacciatori d'Africa (III, IV e V)
- un battaglione indigeni libici
- cinque battaglioni indigeni eritrei
- una legione milizia libica
  - due coorti CC.NN. libiche
- una squadriglia autoblindate
- deposito coloniale
- uno squadrone meharisti
- tre squadroni savari
- una batterie someggiata libica
- una batteria someggiata eritrea
- tre compagnie cannonieri libici
- due compagnie genio miste
- una sezione genio radiotelegrafisti
- cinque bande di cavalleria irregolare
- Direzione servizio di artiglieria
  - magazzini di artiglieria
  - laboratori di artiglieria
- Direzione servizio del genio
  - parco materiali genio
  - sezioni staccate
- Direzione di sanità
  - infermerie presidiarie
  - depositi materiale sanitario
- Direzione di veterinaria
  - infermeria quadrupedi
- Direzione di commissariato
  - una compagnia sussistenza
  - stabilimenti di commissariato
  - tribunale militare coloniale
- Direzione dei trasporti
  - un autogruppo misto
  - compagnia treno d'artiglieria libica
  - comandi tappa